# アレクサンドル・フランカール
アレクサンドル・フランカール（Alexandre Flanquart、1989年10月9日 - ）は、プロD2、プロヴァンス・ラグビーに所属するラグビーユニオン選手。

## プロフィール
- フランス・カンブレー出身。
- ポジションはロック(LO)。
- 身長 206cm、体重 120kg
- フランス代表キャップは22（2021年1月現在）でラグビーワールドカップ2015のフランス代表に選ばれた[1]。

## 略歴
スタッド・フランセを経て、2019年、ボルドーに加入。 
2021年、プロヴァンスに加入。 